# Gram–Schmidt-eljárás
A főként a lineáris algebrában és a numerikus analízisben használatos Gram–Schmidt-ortogonalizálás (avagy Gram–Schmidt-eljárás, esetleg Gram–Schmidt-féle ortogonalizálási eljárás) egy skalárszorzatos tér egy véges, lineárisan független {vj} vektorrendszerét alakítja át egy olyan {uj} vektorrendszerré, melynek elemei páronként merőlegesek egymásra (a skalárszorzatra vonatkozóan), más szóval ortogonálisak, és a két vektorrendszer ugyanazt az alteret feszíti ki az említett skalárszorzatos térben.
A módszert Jørgen Pedersen Gram és Erhard Schmidt után nevezték el, bár korábban Laplace-nál is szerepelt az eljárás. A Gram–Schmidt-ortogonalizálás egy általánosításának tekinthető a Lie-csoportok elméletében szereplő Iwasawa-dekompozíció.
Az eljárás alkalmazható például a reguláris mátrixok QR-felbontásánál.
Lebegőpontos számításokhoz kevéssé alkalmas, mivel a felhalmozódó kerekítési hibák miatt a kapott vektorok nem lesznek ortogonálisak. Egyes módosítások kiküszöbölik ezt a hibát, így alkalmassá téve a módszert ezekre a számításokra.

## A Gram–Schmidt-eljárás

### Az egydimenziós altérre vetítés
Pre-Hilbert-térben (skalárszorzatos térben) az u nemnulla vektor alterébe merőlegesen vetít a
{\displaystyle \mathrm {proj} _{\mathbf {u} }\,\mathbf {x} =\langle \mathbf {u} ,\mathbf {x} \rangle {\frac {\mathbf {u} }{\|\mathbf {u} \|^{2}}}}
leképezés, ahol <u, x> a két vektor skaláris szorzatát jelöli. A projekciótételből következik ugyanis, hogy pre-Hilbert-térben, ha létezik olyan y vektor az u kifeszítette altérben, hogy minden λ ∈ C(ill. R)-re
{\displaystyle \|\mathbf {x} -\mathbf {y} \|\leq \|\mathbf {x} -\lambda .\mathbf {u} \|\,}
akkor az ilyen y-t egyértelműen jellemzi az, hogy minden λ ∈ C (illetve R)-re:
{\displaystyle \langle \mathbf {x} -\mathbf {y} ,\lambda .\mathbf {u} \rangle =0}
És valóban létezik ilyen y éspedig pont a fenti projekció, ugyanis
{\displaystyle \left\langle \mathbf {x} -\langle \mathbf {u} ,\mathbf {x} \rangle {\frac {\mathbf {u} }{\|\mathbf {u} \|^{2}}},\lambda .\mathbf {u} \right\rangle =\langle \mathbf {x} ,\lambda .\mathbf {u} \rangle -\langle \mathbf {u} ,\mathbf {x} \rangle {\frac {\lambda .\mathbf {u} ^{2}}{\|\mathbf {u} \|^{2}}}=\langle \mathbf {x} ,\lambda .\mathbf {u} \rangle -\langle \lambda .\mathbf {u} ,\mathbf {x} \rangle \cdot 1=0}

### Az eljárás

A Gram–Schmidt-eljárás első lépése: vetítsük merőlegesen v_{2}-t v_{1}-re. Ekkor
Span(v_{1},v_{2}) = Span(v_{1},v_{2} - proj v_{2}) és az utóbbiak merőlegesek.

Legyen {v1, ... , vn } lineárisan független vektorrendszer. Azt az {u1, ... , un } vektorrendszert, melynek elemei páronként merőlegesek és Span(v1, ... , vn) = Span(u1, ... , un) (azaz ugyanazt az alteret feszítik ki, ugyanaz a generált Span(...) részalgebrájuk) a következőképpen kapjuk. Legyen u1=v1. Vetítsük v2-t merőlegesen u1-re, legyen ez w2. Ekkor u2 = v2 – w2. Tegyük ezt v3-mal és u1-vel illetve u2-vel ... Ha ortonormált bázist akarunk, akkor osszuk le az uk-kat a hosszukkal.
|  | {\displaystyle \mathbf {u} _{1}=\mathbf {v} _{1},} |  | {\displaystyle \mathbf {e} _{1}={\mathbf {u} _{1} \over \\|\mathbf {u} _{1}\\|}} |
|  | {\displaystyle \mathbf {u} _{2}=\mathbf {v} _{2}-\mathrm {proj} _{\mathbf {u} _{1}}\,\mathbf {v} _{2},} |  | {\displaystyle \mathbf {e} _{2}={\mathbf {u} _{2} \over \\|\mathbf {u} _{2}\\|}} |
|  | {\displaystyle \mathbf {u} _{3}=\mathbf {v} _{3}-\mathrm {proj} _{\mathbf {u} _{1}}\,\mathbf {v} _{3}-\mathrm {proj} _{\mathbf {u} _{2}}\,\mathbf {v} _{3},}                                                      |  | {\displaystyle \mathbf {e} _{3}={\mathbf {u} _{3} \over \\|\mathbf {u} _{3}\\|}} |
|  | {\displaystyle \mathbf {u} _{4}=\mathbf {v} _{4}-\mathrm {proj} _{\mathbf {u} _{1}}\,\mathbf {v} _{4}-\mathrm {proj} _{\mathbf {u} _{2}}\,\mathbf {v} _{4}-\mathrm {proj} _{\mathbf {u} _{3}}\,\mathbf {v} _{4},} |  | {\displaystyle \mathbf {e} _{4}={\mathbf {u} _{4} \over \\|\mathbf {u} _{4}\\|}} |
|  | {\displaystyle \vdots } |  | {\displaystyle \vdots }                                                          |
|  | {\displaystyle \mathbf {u} _{n}=\mathbf {v} _{n}-\sum _{k=1}^{n-1}\mathrm {proj} _{\mathbf {u} _{k}}\,\mathbf {v} _{n},}                                                                                          |  | {\displaystyle \mathbf {e} _{n}={\mathbf {u} _{n} \over \\|\mathbf {u} _{n}\\|}} |

### Helyesség
Annak az igazolása, hogy az eljárás valóban a kívánt eredményt adja a következő.
Először belátjuk, hogy az {uk} vektorrendszer bázisa a {vk} vektorrendszer által kifeszített L lineáris altérnek. Mivel L dimenziója a feltevés miatt éppen |{vk}| = n, ezért elég belátni, hogy {uk} generálja L-et. Tudjuk:
{\displaystyle \mathbf {u} _{1}=\mathbf {v} _{1}}
{\displaystyle \mathbf {u} _{2}=\mathbf {v} _{2}-\lambda _{21}\mathbf {u} _{1}}
{\displaystyle \mathbf {u} _{3}=\mathbf {v} _{3}-\lambda _{32}\mathbf {u} _{2}-\lambda _{31}\mathbf {u} _{1}}
{\displaystyle \vdots }
{\displaystyle \mathbf {u} _{n}=\mathbf {v} _{n}-\sum _{k=1}^{n-1}\lambda _{nk}{\mathbf {u} _{k}}}
alkalmas λij számokkal. Valójában tetszőleges λij-kre generálja {uk} az L-et, mert minden k-ra vk előáll az u1, ... , uk-k lineáris kombinációjaként, azaz előállítják az összes bázisvektort, melyek viszont előállítják L összes elemét.
Másodszor belátjuk, hogy minden k = 1, ..., n-re az algoritmus által előállított {u1,...,uk} ortogonális, azaz
{\displaystyle \langle \mathbf {u} _{i},\mathbf {u} _{j}\rangle \left\{{\begin{matrix}\neq 0,&\mathrm {ha} &i=j\\=0,&\mathrm {ha} &i\neq j\end{matrix}}\right.}
k=1 esetén az egyetlen nemnulla u teljesíti az ortogonalitási kritériumot. Ha 1, ..., k–1 már teljesíti a páronkénti ortogonalitást, akkor az uk vektor mindegyik addigira merőleges, mert
{\displaystyle \langle \mathbf {u} _{i},\mathbf {u} _{k}\rangle =\langle \mathbf {u} _{i},\mathbf {v} _{k}-\sum _{j=1}^{k-1}\lambda _{kj}{\mathbf {u} _{j}}\rangle =\langle \mathbf {u} _{i},\mathbf {v} _{k}\rangle -\sum _{j=1}^{k-1}\lambda _{kj}\langle \mathbf {u} _{i},\mathbf {u} _{j}\rangle =}
{\displaystyle =\langle \mathbf {u} _{i},\mathbf {v} _{k}\rangle -\lambda _{ki}\langle \mathbf {u} _{i},\mathbf {u} _{i}\rangle =\langle \mathbf {u} _{i},\mathbf {v} _{k}\rangle -{\frac {\langle \mathbf {u} _{i},\mathbf {v} _{k}\rangle }{\|\mathbf {u} _{i}\|^{2}}}\langle \mathbf {u} _{i},\mathbf {u} _{i}\rangle =0},
hiszen az algoritmusból kiolvasva éppen
{\displaystyle \lambda _{ki}={\frac {\langle \mathbf {u} _{i},\mathbf {v} _{k}\rangle }{\|\mathbf {u} _{i}\|^{2}}}\,}.

## Példa
Vegyük az
{\displaystyle A={\begin{bmatrix}1&2&1\end{bmatrix}}\,}
mátrix magterét mint R3 alterét és adjunk meg benne egy ortogonális bázist!
A feladatot az
{\displaystyle \mathbf {a} \mathbf {b} =\sum \limits _{i=1}^{3}\mathbf {a} _{i}\mathbf {b} _{i}}
sztenderd skalárszorzat szerint végezzük el! 
Megoldás: 
A dimenziótétel szerint a magtér kétdimenziós, ugyanis dim(R3) = dim Ker A + dim Im A, de A oszlopai skalárok, így dim Im A = 1. A kétdimenziós magtérnek kételemű a bázisa. A magtér egy alkalmas bázisa lehet az {v1 = (2, -1, 0), v2 = (1, 0, -1)}, mert a két vektor nyilvánvalóan lineárisan független, és mindkettő magtérbeli, mivel
{\displaystyle {\begin{bmatrix}1&2&1\end{bmatrix}}\cdot {\begin{bmatrix}2&1\\-1&0\\0&-1\end{bmatrix}}={\begin{bmatrix}0&0\end{bmatrix}}}.
Feladatunk most már a bázisvektorok oszlopmátrixának ortogonalizálása. Alkalmazzuk az eljárást {v1, v2}-re!
{\displaystyle \mathbf {u} _{1}=\mathbf {v} _{1}={\begin{bmatrix}2\\-1\\0\end{bmatrix}}},
{\displaystyle \mathrm {proj} _{\mathbf {u} _{1}}\mathbf {v} _{2}=\left\langle \mathbf {u} _{1},\mathbf {v} _{2}\right\rangle {\frac {\mathbf {u} _{1}}{\|\mathbf {u} _{1}\|^{2}}}={\frac {2\cdot 1+(-1)\cdot 0+0\cdot (-1)}{2^{2}+(-1)^{2}+0^{2}}}{\begin{bmatrix}2\\-1\\0\end{bmatrix}}={\frac {2}{5}}\cdot {\begin{bmatrix}2\\-1\\0\end{bmatrix}}={\begin{bmatrix}{\frac {4}{5}}\\-{\frac {2}{5}}\\0\end{bmatrix}}},
{\displaystyle \mathbf {u} _{2}=\mathbf {v} _{2}-\mathrm {proj} _{\mathbf {u} _{1}}\mathbf {v} _{2}={\begin{bmatrix}1\\0\\-1\end{bmatrix}}-{\begin{bmatrix}{\frac {4}{5}}\\-{\frac {2}{5}}\\0\end{bmatrix}}={\begin{bmatrix}{\frac {1}{5}}\\{\frac {2}{5}}\\-1\end{bmatrix}}}.
Ellenőrizzük vektoriális szorzattal! Mivel
{\displaystyle \mathrm {Ker} \,A=\{(x,y,z)\in \mathbf {R} ^{3}\mid x+2y+z=0\}\,},
ezért nincs más feladatunk, mint a
{\displaystyle x+2y+z=0\,}
síkban lévő két merőleges vektort mondanunk. Legyen ugyanaz az első:
{\displaystyle \mathbf {u} _{1}={\begin{bmatrix}2\\-1\\0\end{bmatrix}}},
ez valóban a síkban van. Most vegyük az (1, 2, 1) normálvektor és az előbbi vektoriális szorzatát:
{\displaystyle \mathbf {u} _{1}={\begin{vmatrix}\mathbf {i} &\mathbf {j} &\mathbf {k} \\1&2&1\\2&-1&0\end{vmatrix}}=1\mathbf {i} +2\mathbf {j} -5\mathbf {k} },
ami valóban párhuzamos a fent kapott vektorral, éspedig az 5-szöröse. Ebből is világosan látható, hogy az ortogonális vektorrendszer nem egyértélmű (még akkor sem, ha egységvektorokat választunk bázisnak).

## Ortonormalizáció
Az algoritmus egy változata nemcsak ortogonalizál, hanem normalizál is, így a {\displaystyle \mathbf {w} _{1},\dots ,\mathbf {w} _{n}} független vektorokból ortonormált rendszert kapunk, ami ugyanazt az alteret generálja, mint a kiindulási vektorok. 
A {\displaystyle \mathbf {v} _{1},\dots ,\mathbf {v} _{n}} vektorok ortonormált rendszert alkotnak, hogyha az ortogonalizáció után normáljuk is őket:
{\displaystyle \mathbf {v} _{1}={\frac {\mathbf {w} _{1}}{\left\|\mathbf {w} _{1}\right\|}}} (az első vektor normalizációja)
{\displaystyle \mathbf {v} _{2}^{\prime }=\mathbf {w} _{2}-\langle \mathbf {v} _{1},\mathbf {w} _{2}\rangle \cdot \mathbf {v} _{1}} (a második vektor ortogonalizációja)
{\displaystyle \mathbf {v} _{2}={\frac {\mathbf {v} _{2}^{\prime }}{\left\|\mathbf {v} _{2}^{\prime }\right\|}}} (a második vektorból kapott {\displaystyle \mathbf {v} _{2}^{\prime }} vektor normalizációja)
{\displaystyle \mathbf {v} _{3}^{\prime }=\mathbf {w} _{3}-\langle \mathbf {v} _{1},\mathbf {w} _{3}\rangle \cdot \mathbf {v} _{1}-\langle \mathbf {v} _{2},\mathbf {w} _{3}\rangle \cdot \mathbf {v} _{2}} (a harmadik vektor ortogonalizációja)
{\displaystyle \mathbf {v} _{3}={\frac {\mathbf {v} _{3}^{\prime }}{\left\|\mathbf {v} _{3}^{\prime }\right\|}}} (a harmadik vektorból kapott {\displaystyle \mathbf {v} _{3}^{\prime }} vektor normalizációja)
{\displaystyle \vdots }
{\displaystyle \mathbf {v} _{n}^{\prime }=\mathbf {w} _{n}-\sum _{i=1}^{n-1}\langle \mathbf {v} _{i},\mathbf {w} _{n}\rangle \cdot \mathbf {v} _{i}} (az {\displaystyle n}-edik vektor ortogonalizációja)
{\displaystyle \mathbf {v} _{n}={\frac {\mathbf {v} _{n}^{\prime }}{\left\|\mathbf {v} _{n}^{\prime }\right\|}}} (a {\displaystyle \mathbf {v} _{n}={\frac {\mathbf {v} _{n}^{\prime }}{\left\|\mathbf {v} _{n}^{\prime }\right\|}}}-edik vektorból kapott {\displaystyle \mathbf {v} _{n}^{\prime }} vektor normalizációja)
Másként, a {\displaystyle \mathbf {v} _{j}} és a {\displaystyle \mathbf {v} _{j}^{\prime }} vektorok, ahol {\displaystyle j=1,2,\dots ,n}, rekurzívan is definiálhatók:
{\displaystyle \mathbf {v} _{j}^{\prime }=\mathbf {w} _{j}-\sum _{i=1}^{j-1}\langle \mathbf {v} _{i},\mathbf {w} _{j}\rangle \cdot \mathbf {v} _{i}} és {\displaystyle \mathbf {v} _{j}={\frac {\mathbf {v} _{j}^{\prime }}{\left\|\mathbf {v} _{j}^{\prime }\right\|}}}
Általában nem kapunk kitüntetett rendszert. A jobb- vagy balsodrású rendszerhez először rendezni kell a vektorokat.

### Példa
{\displaystyle \mathbb {R} ^{2}}-ben a  {\displaystyle \langle \cdot ,\cdot \rangle } skalárszorzattal adva van a következő bázis:
{\displaystyle \mathbf {w} _{1}={\begin{pmatrix}3\\1\end{pmatrix}},\quad \mathbf {w} _{2}={\begin{pmatrix}2\\2\end{pmatrix}}}
Ezekből kiszámítunk egy {\displaystyle \mathbf {v} _{1}} és {\displaystyle \mathbf {v} _{2}} vektort, melyek {\displaystyle \mathbb {R} ^{2}} egy ortonormált bázisát alkotják.
{\displaystyle \mathbf {v} _{1}={\frac {\mathbf {w} _{1}}{\left\|\mathbf {w} _{1}\right\|}}={\frac {1}{\sqrt {10}}}\cdot {\begin{pmatrix}3\\1\end{pmatrix}}}
{\displaystyle \mathbf {v} _{2}^{\prime }=\mathbf {w} _{2}-\langle \mathbf {v} _{1},\mathbf {w} _{2}\rangle \cdot \mathbf {v} _{1}={\begin{pmatrix}2\\2\end{pmatrix}}-{\frac {1}{\sqrt {10}}}\cdot \left\langle {\begin{pmatrix}3\\1\end{pmatrix}},{\begin{pmatrix}2\\2\end{pmatrix}}\right\rangle \cdot {\frac {1}{\sqrt {10}}}{\begin{pmatrix}3\\1\end{pmatrix}}={\frac {1}{5}}{\begin{pmatrix}-2\\6\end{pmatrix}}}
{\displaystyle \mathbf {v} _{2}={\frac {\mathbf {v} _{2}^{\prime }}{\left\|\mathbf {v} _{2}^{\prime }\right\|}}={\sqrt {\frac {25}{40}}}\cdot {\frac {1}{5}}{\begin{pmatrix}-2\\6\end{pmatrix}}={\frac {1}{\sqrt {10}}}\cdot {\begin{pmatrix}-1\\3\end{pmatrix}}}

## Fordítás
Ez a szócikk részben vagy egészben  a   Gram-Schmidtsches Orthogonalisierungsverfahren című német Wikipédia-szócikk fordításán alapul.  Az eredeti cikk szerkesztőit annak laptörténete sorolja fel. Ez a jelzés csupán a megfogalmazás eredetét és a szerzői jogokat jelzi, nem szolgál a cikkben szereplő információk forrásmegjelöléseként.